# アクティブ・スポーツ・ブロードキャスティング
株式会社アクティブ・スポーツ・ブロードキャスティングは、かつて存在した東経110度CSデジタル放送の衛星基幹放送事業者。スカパー!をプラットフォームとしていた。
設立当初より本社はジェイ・スポーツ（J SPORTS）内にあり、2009年10月よりジュピターテレコムの連結子会社となっていた。

## 沿革
- 2000年10月2日 - ジェイ・スカイ・スポーツ（現・ジェイ・スポーツ(J SPORTS)）、スペース・ビジョン・ネットワーク（現・GAORA）、スカイ・エー、スポーツ・アイ・ネットワーク（スポーツ・アイ ESPNを運営）、およびスカイパーフェクト・コミュニケーションズ（現・スカパーJSAT）により設立。
- 2002年7月1日 - J SKY SPORTS 1・2・3（のちJ sports 1・2・Plus、現J SPORTS 1・2・4）、GAORA、スカイ・A（現・スカイ・A sports+）、スポーツ・アイ ESPN（のちJ sports ESPN、現・J SPORTS 3）、アクティブ!スポーツチャンネル（ポータルチャンネル）放送開始。
- 2005年11月1日 - J SPORTSとスポーツ・アイ・ネットワークとの合併により、J SPORTSの子会社となる。
- 2007年3月28日 - アクティブ!スポーツチャンネル放送終了。
- 2007年6月4日 - J sports ESPNがアクティブ・スポーツ・ブロードキャスティング傘下での放送を終了。翌日より委託放送事業者をマルチチャンネルエンターテイメント（現・スカパー・エンターテイメント）に変更して放送。
- 2007年7月1日 - J sports Plus（ハイビジョン）放送開始。
- 2009年10月1日 -  親会社のJ SPORTSがジュピターテレコム（J:COM）の連結子会社となったため、当社もJ:COMの連結子会社となる。
- 2011年9月30日 - J sports 1・2がアクティブ・スポーツ・ブロードキャスティング傘下での放送を終了。翌日より衛星基幹放送事業者をJ SPORTSに変更し、Ch.BS242,243にてハイビジョン放送を開始。
- 2012年2月29日 - J SPORTS 4がアクティブ・スポーツ・ブロードキャスティング傘下での放送を終了。翌日より衛星基幹放送事業者をJ SPORTSに変更し、Ch.BS245にてハイビジョン放送を開始。CS放送の旧チャンネルはブルーバック画面によるチャンネル移行の告知を終日表示。
- 2012年11月30日 - スカイ・A sports+、GAORAがアクティブ・スポーツ・ブロードキャスティング傘下での放送を終了。翌日より、スカイ・A sports+は、スカイ・エーに、GAORAは、GAORAの直営放送にそれぞれ変更。
- 2012年12月 - 会社解散[1]。
- 2013年3月 - 清算結了[1]。

## かつて放送していたチャンネル
太字はハイビジョン放送チャンネル。
- Ch.250 アクティブ!スポーツチャンネル（ポータルチャンネル）
- Ch.251 J sports 1
- Ch.252 J sports 2

2011年10月1日、J sports 1・2はジェイ・スポーツの直営放送に移管し、Ch.BS242、BS243にて「J SPORTS 1・2」としてハイビジョン放送中。
- Ch.253 J SPORTS 4

2012年3月1日、ジェイ・スポーツの直営放送に移管し、Ch.BS245にてハイビジョン放送中。
- Ch.256 J sports ESPN

現・J SPORTS 3。マルチチャンネルエンターテイメント → スカパーエンターテイメントへ移管し、Ch.256のまま放送していたが、2012年3月1日、ジェイ・スポーツの直営放送に移管し、Ch.BS244にてハイビジョン放送中。
- Ch.255 → 250 スカイ・A sports+（現・スカイA）

2012年12月1日、スカイ・エー → スカイAの直営放送に移管し、ハイビジョン放送中。
- Ch.254 GAORA（現・GAORA SPORTS）

2012年12月1日、GAORAの直営放送に移管し、ハイビジョン放送中。